# جيريمي ساندرز
جيريمي ساندرز (بالإنجليزية: Jeremy Sanders)‏ هو كيميائي بريطاني، ولد في 3 مايو 1948 في لندن في المملكة المتحدة.